# Polyplax steatomydis
Polyplax steatomydis är en insektsart som beskrevs av Pajot 1967. Polyplax steatomydis ingår i släktet Polyplax och familjen ledlöss. Inga underarter finns listade i Catalogue of Life.